# Y'a pire ailleurs
Pour plus de détails, voir Fiche technique et Distribution.
Y'a pire ailleurs est un film français réalisé par Jean-Henri Meunier et sorti en 2012.

## Synopsis
Troisième épisode sous forme de "libre suite désordonnée" des séquences de vie quotidienne, ordinaire, originale ou décalée, tournées au fil du temps par le réalisateur sur ses amis ou voisins de Najac entre 2001 (réception par quelques villageois du 11 septembre à New-York)) et 2008. Toujours le même charme de cette vie comme elle va dans cet Aveyron profond à l'entame d'un nouveau millénaire.

## Fiche technique
- Titre : Y'a pire ailleurs
- Réalisation : Jean-Henri Meunier
- Scénario : Jean-Henri Meunier
- Photographie : Jean-Henri Meunier
- Son : Jean-Henri Meunier - Mixage : Gabriel Mathé
- Montage : Yves Deschamps et Jean-Henri Meunier
- Musique : Bernardo Sandoval
- Production : To Be Continued
- Pays d'origine :  France
- Durée : 92 minutes
- Date de sortie : France - 21 mars 2012

## Distribution
Habitants de Najac, dans leurs propres rôles :
- Henri Sauzeau
- Christian Lombard
- Arnaud Barre
- Henri Dardé
- Jean-Louis Raffy
- Simone Dardé
- Dominique Saouly
- Jacky Dejonghe
- Christopher Gillard